# Konstandinos Lules
Konstandinos (Kostas) Lules, gr. Κωνσταντίνος (Κώστας) Λουλές (ur. 18 kwietnia 1906 w Tirnawos, zm. 28 stycznia 1988) – grecki polityk i działacz komunistyczny, więzień i emigrant polityczny, parlamentarzysta krajowy i eurodeputowany.

## Życiorys
Pochodził z bogatej rodziny. Studiował prawo na Uniwersytecie Narodowym im. Kapodistriasa w Atenach. Od 1924 działał w młodzieżówce komunistycznej, następnie wstąpił do Komunistycznej Partia Grecji. Od 1945 należał do komitetu centralnego KKE, od 1970 do 1982 zasiadał w jej biurze politycznym. Był m.in. deportowany wraz z żoną na wyspę Jaros w północnych Cykladach i w Bodrum (1967–1969), oskarżono go także w procesie o szpiegostwo. Łącznie przez 28 lat przebywał w więzieniu, przez 12 w ukryciu i przez 8 na przymusowej emigracji.
W latach 1977–1985 zasiadał w Parlamencie Hellenów II i III kadencji z okręgu Larisa. Od 1 stycznia do 9 lutego 1981 wykonywał mandat posła do Parlamentu Europejskiego w ramach delegacji krajowej (zrezygnował z niego miesiąc po desygnowaniu). Przystąpił do Grupy Sojuszu Komunistycznego, należał do Komisji ds. Polityki Regionalnej i Planowania Regionalnego.
Od 1945 był żonaty z Marią (1917–2015), także wielokrotnie więzioną. Mieli dwoje dzieci.